# Siegfried Pickert

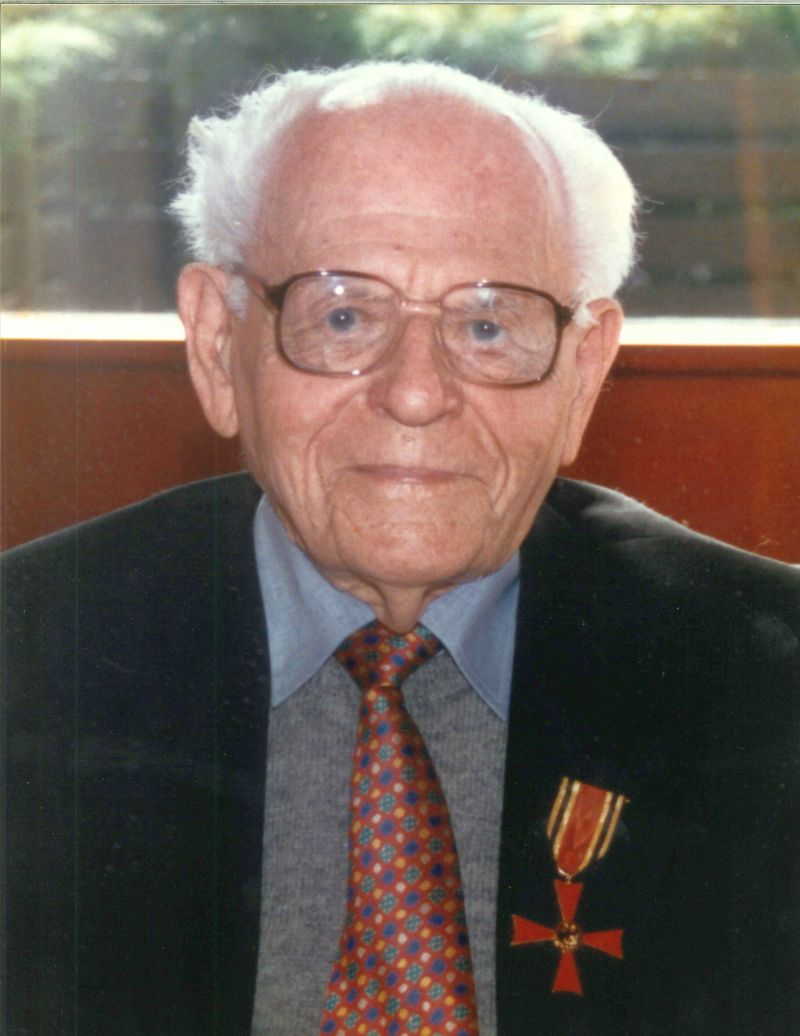
Siegfried Pickert 1998

Siegfried Pickert (* 3. Juni 1898 in Glogau, Schlesien; † 12. März 2002 in Borchen bei Paderborn) war ein deutscher Anthroposoph und Pädagoge. Er gilt als Mitbegründer der anthroposophischen Heilpädagogik.

## Leben
Pickert wurde als viertes von sechs Kindern eines evangelischen Militärpfarrers geboren. Der Offizier Wolfgang Pickert war sein älterer Bruder. Nach dem Notabitur 1916 war Siegfried Pickert kurz Soldat und begann dann ein Studium der Germanistik, Geschichte, Philosophie und Pädagogik sowie des Polnischen in Posen (Poznań). Er setzte sein Studium in Jena und Berlin fort. Schon mit 16 stand er der Wandervogelbewegung nahe und durchwanderte ganz Deutschland. Mit seiner Hinwendung zur polnischen Sprache setzte er sich bewusst von seinem deutschnational-konservativ gesinnten Elternhaus ab.
In Jena traf er u. a. Albrecht Strohschein und Franz Löffler. 1921 absolvierte er einen anthroposophischen Hochschulkurs in Stuttgart und traf dort Rudolf Steiner. Im Sommer 1923 vertiefte er sein Anthroposophiestudium am Goetheanum in Dornach. Im September 1923 übernahm er eine Stelle als anthroposophischer Heilpädagoge an dem von Johannes Trüper gegründeten Jugendsanatorium Sophienhöhe in Jena. Ermutigt von Steiner gründete er 1924 zusammen mit Franz Löffler ein eigenes heilpädagogisches Heim in Jena, den Lauenstein. Dort wurden behinderte Kinder nach anthroposophischen Grundsätzen betreut und erzogen. In dieser Zeit korrespondierte Pickert regelmäßig mit der Ärztin Ita Wegman. 1929 heiratete Pickert in Jena Helene Weiß, mit der er am Lauenstein eng zusammenarbeitete. 1931 erwarb er mit Hilfe Schweizer Freunde sowie von Georg Moritz von Sachsen-Altenburg das Schloss Hamborn bei Paderborn und verlegte sein heilpädagogisches Internat dorthin. 1941 schlossen die Nationalsozialisten die Einrichtung. Sie wurde 1946 als Waldorfschule wiedereröffnet. Pickert leitete die Einrichtung bis 1968 und war noch bis 1985 dort als Lektor tätig.
1998 wurde Siegfried Pickert mit dem Bundesverdienstkreuz geehrt.

## Trivia
Siegfried Pickert gehört zu den wenigen Menschen, die in drei Jahrhunderten gelebt haben.

## Werke und Literatur
- Siegfried Pickert: 50 Jahre Heilpädagogischer Kurs – Vortrag vom 9.Oktober 1975 am Goetheanum. Natura-Verlag Arlesheim 1975
- Siegfried Pickert: Die Anfänge der anthroposophischen Heilpädagogik. Dornach 1991
- Peter Selg: Der Engel über dem Lauenstein. Siegfried Pickert, Ita Wegman und die Heilpädagogik. Verlag am Goetheanum, Dornach 2004, ISBN 3-7235-1209-7
- Michael Wortmann: Wir erlebten ihn noch: Rudolf Steiner – späte Gespräche mit Zeitzeugen. Verlag Ch. Möllmann, Borchen 2002, ISBN 3-931156-87-7